# Ateneu Agrícola
Ateneu Agrícola és una entitat fundada a Sant Sadurní d'Anoia el 1877. El 1908 es va edificar la nou seu, obra modernista de Miquel Madurell i Rius protegida com a bé cultural d'interès local. El seu president actual és Ferran Andreu Escofet. El 2008 va rebre el Premi Creu de Sant Jordi «pel paper vertebrador, impulsat per diverses generacions, d'aquest ateneu en la vida social, cultural i esportiva de la vila penedesenca i la seva comarca».

## Edifici
L'edifici s'inicia l'any 1908, encara en plena eufòria modernista, i s'acaba un any després. L'esperit progressista de l'entitat es veu correspost arquitectònicament amb un edifici equilibrat, on l'estil està desproveït d'elements eclèctics. L'obra es distribueix en dues plantes, amb una composició simètrica a l'única façana, en la qual sobresurt un cos central amb interessants pinacles d'ornamentació naturalista.

## Història
El Casino Alianza Fraternidad funcionava des de 1877, amb una seu al Raval. S'hi aplegaven els sectors més populars enfront del Casino, l'altra entitat emblemàtica de finals del segle xix.
A principis del segle XX es planteja la necessitat de bastir una nova seu, que s'aixecarà
sobre uns terrenys cedits pel senyor Formosa. El local oferia una sala d'actes, cafè i
instal·lacions esportives. L'activitat social i cultural convertí l'entitat en una de les més
destacades a principis del segle xx, un moment de gran vitalitat en els àmbits socials,
culturals i polítics.
A partir d'aquest edifici de 1908, se succeïren ampliacions i reformes com un ala lateral
(1911) o una reforma interior (1928). L'addició d'un pis a un dels costats, el 1934, va afectar
la imatge de l'edifici.